# Савицкая, Лариса Владимировна
Лари́са Влади́мировна Сави́цкая, урождённая Андреева (род. 11 января 1961, Благовещенск, Амурская область) получила известность как человек, выживший после падения с высоты 5200 метров, став единственной выжившей в авиакатастрофе у Завитинска, случившейся 24 августа 1981 года, когда на высоте 5 км самолёт Ан-24РВ столкнулся с бомбардировщиком Ту-16К.

## Биография
Родилась в Благовещенске 11 января 1961 года. В школе занималась бальными танцами и фигурным катанием.
Молодая студентка Благовещенского пединститута Лариса Савицкая вместе с мужем Владимиром Савицким возвращалась из свадебного путешествия. Они поженились весной 1981 года, но из-за сессии и практики путешествие перенесли.
После путешествия на море они летели на борту Ан-24РВ авиакомпании «Аэрофлот» (рейс SU-811 Южно-Сахалинск — Комсомольск-на-Амуре — Благовещенск) из Комсомольска-на-Амуре в Благовещенск. В самолёте оказалось много свободных мест, и несмотря на то, что билеты у Савицких были в среднюю часть самолёта, они заняли кресла в хвостовой.

## Катастрофа

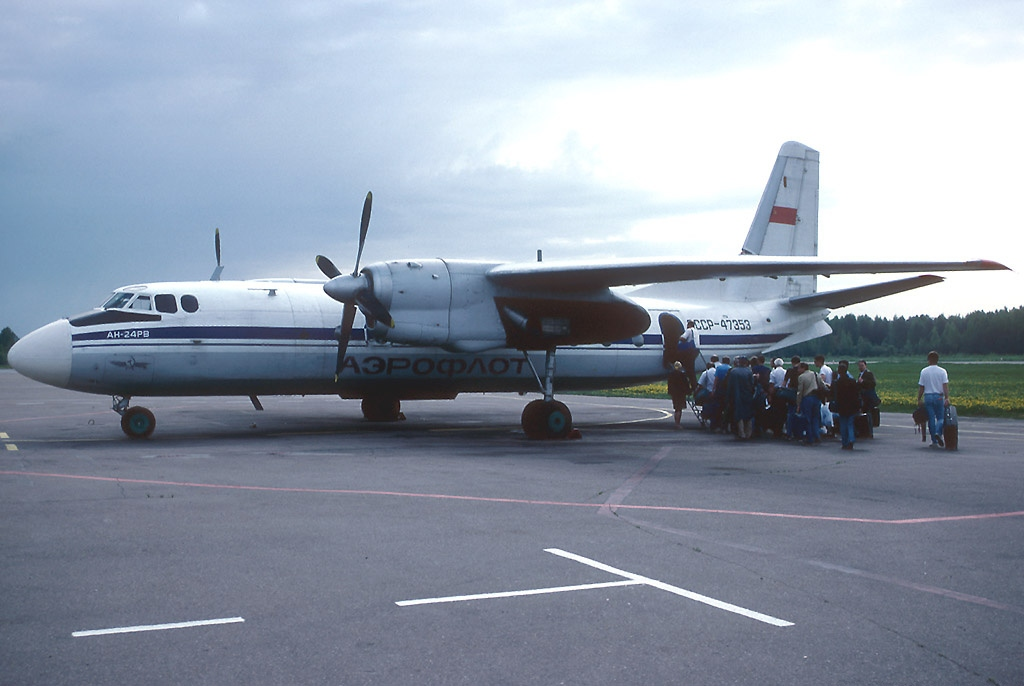
Пассажирский самолёт Ан-24

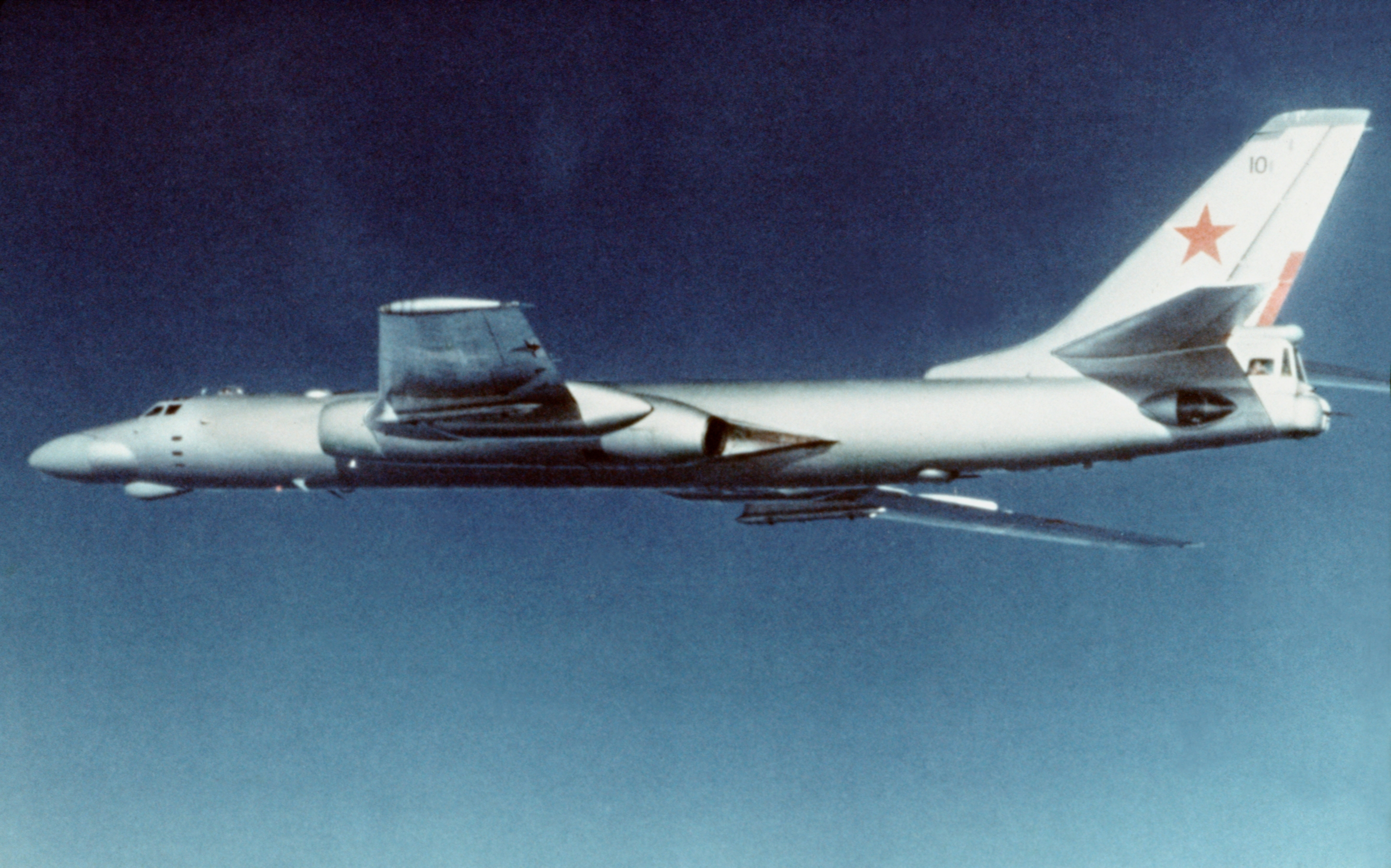
Бомбардировщик Ту-16К

24 августа 1981 года самолёт Ан-24РВ, на котором летели супруги Савицкие, на высоте 5220 м столкнулся с дальним бомбардировщиком-ракетоносцем Ту-16К. Причин у катастрофы было несколько: слабая согласованность военных и гражданских диспетчеров, экипаж Ан-24РВ не доложил об уклонении от основной трассы, а экипаж Ту-16К сообщил, что занял высоту в 5100 м, за 2 минуты до того, как это произошло на самом деле.
После столкновения экипажи обоих самолётов погибли. В результате столкновения Ан-24РВ потерял обе консоли крыла с топливными баками и верх фюзеляжа. Оставшаяся часть в ходе падения несколько раз разломилась.
В момент катастрофы Лариса Савицкая спала в своём кресле в хвостовой части самолёта. Проснулась от сильного удара и внезапного холода (температура моментально упала с +25 °C до −30 °C). После очередного разлома фюзеляжа, прошедшего прямо перед её креслом, Савицкую выбросило в проход. Очнувшись, она добралась до ближайшего кресла, забралась и вжалась в него, так и не пристегнувшись. Савицкая впоследствии утверждала, что в тот момент ей вспомнился эпизод из фильма «Чудеса ещё случаются», где героиня при крушении самолёта вжалась в кресло и выжила.
Часть корпуса самолёта спланировала на берёзовую рощу, которая смягчила удар. По последующим исследованиям, всё падение обломка самолёта размерами 3 метра в ширину на 4 метра в длину, где оказалась Савицкая, заняло 8 минут. Несколько часов Савицкая была без сознания. Очнувшись на земле, она увидела перед собой кресло с телом мёртвого мужа. Савицкая получила ряд серьёзных травм, но могла самостоятельно передвигаться.
Через два дня её обнаружили спасатели. Савицкая в ожидании спасателей соорудила себе временное прибежище из обломков самолёта, согреваясь чехлами с сидений и укрываясь от комаров полиэтиленовым пакетом. Все эти дни шёл дождь. Когда он закончился, она махала пролетавшим мимо самолётам спасателей, но те, не ожидая найти выживших, приняли её за геолога из находившегося неподалёку лагеря. Савицкую, тела её мужа и ещё двух пассажиров обнаружили на третий день последними из всех жертв катастрофы.

## Последствия
Врачи определили у неё сотрясение мозга, травмы позвоночника в пяти местах, переломы руки и рёбер. Также она потеряла почти все зубы. Последствия сказываются на протяжении всей последующей жизни Савицкой. Она оказалась единственной выжившей из 38 человек на борту.
Первое упоминание о Ларисе Савицкой было только в Перестройку в газете «Советский спорт» в конце 1985 года, однако в статье говорилось, что она упала с высоты пять километров в ходе испытания летательного аппарата оригинальной конструкции, причём не в 1981 году, а в 1979.
Несмотря на многочисленные травмы, Савицкая не получила инвалидности: по советским нормативам тяжесть её отдельных травм не позволяла получить инвалидность, а получить её по совокупности не было возможным. Позднее Савицкую парализовало, однако она смогла оправиться, хотя не могла выполнять многие работы и вынуждена была перебиваться случайными заработками и даже голодала.
Позднее получила второе высшее образование в МГУ, на кафедре психофизиологии. В 1986 году родила сына Георгия, и они долгое время жили только на пособие по уходу за ребёнком.
Необычная судьба привлекла внимание прессы, появились многочисленные интервью с Савицкой. Она стала героиней телепередач нескольких телекомпаний. Благодаря этому нашёлся человек, который оплатил протезирование зубов. В 1990-е годы смогла получить стабильный доход благодаря собственной фирме и купила квартиру в Москве.
Лариса Савицкая дважды внесена в российское издание Книги рекордов Гиннесса:
- как человек, выживший после падения с максимальной высоты,[источник не указан 1158 дней]
- как человек, получивший минимальную сумму компенсации физического ущерба — 75 руб[6]. По нормативам Госстраха в СССР полагалось 300 руб. компенсации ущерба за погибших и 75 руб. за выживших в авиакатастрофах.

## Семья
Первый муж (1981) — Владимир Викторович Савицкий (19.10.1961 — 24.08.1981). Студент-медик. Погиб в авиакатастрофе. Похоронен в Благовещенске, на кладбище, расположенном на 8-м километре Новотроицкого шоссе.
- Сын — Георгий (род. 1986)
  - Внучка

Второй муж (с 2008 года) — Тимофей, психофизиолог.

## В культуре
О произошедшей катастрофе снят фильм режиссёра Дмитрия Суворова «Одна» (2022). Роль Л. Савицкой исполнила Надежда Калеганова.